# Karabin powtarzalny

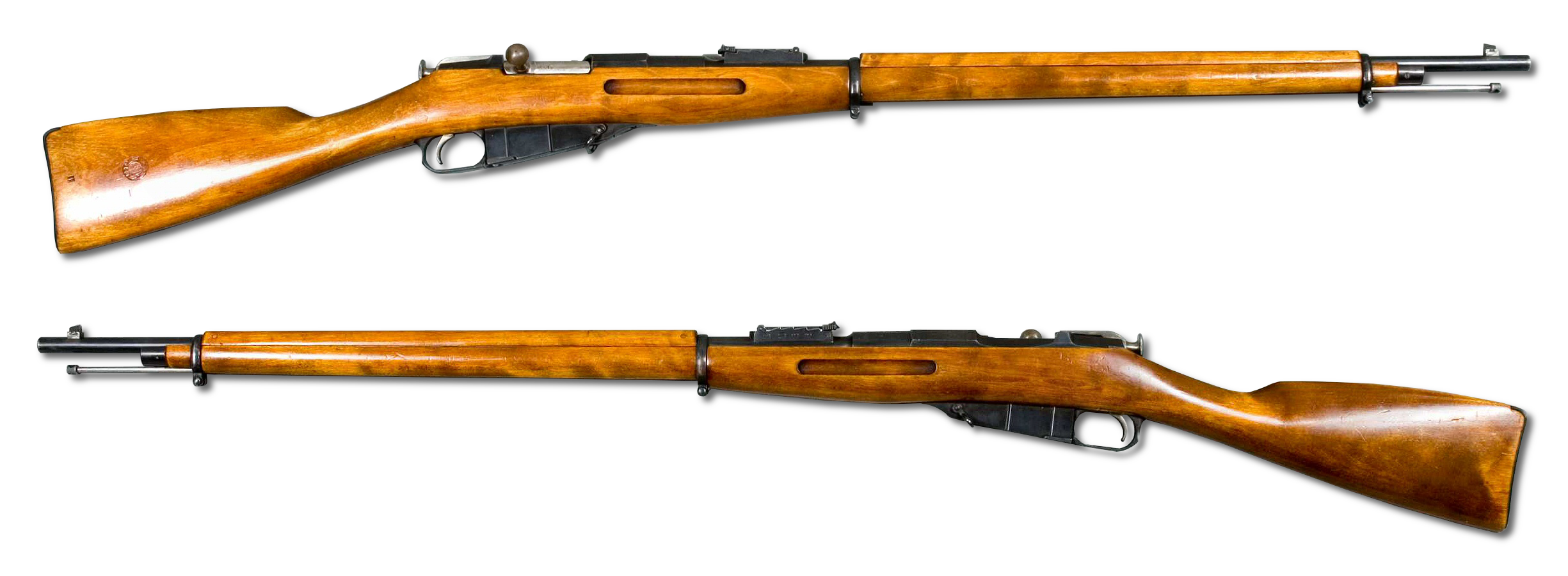
Karabin powtarzalny Mosin

Karabin powtarzalny – karabin posiadający magazynek, w którym strzelec każdorazowo po oddaniu strzału, musi ręcznie przeładować broń: wprowadzając nabój z magazynka do komory nabojowej, poprzez wykonanie odpowiednich ruchów manipulatorem zamka. Karabiny powtarzalne zastąpiły karabiny jednostrzałowe (nieposiadające magazynków), w II połowie XIX wieku.

## Historia
Pierwsze prace nad skonstruowaniem karabinu powtarzalnego prowadzono już na przełomie XVII–XVIII w., jednak istotną przeszkodę stanowiła powszechna wtedy konstrukcja broni strzeleckiej opartej na rozdzielnym ładowaniu. Sytuacja uległa zmianie wraz z pojawieniem się amunicji zespolonej w XIX w., którą można było z powodzeniem zaadaptować do broni zasilanej z magazynka. W związku z tym zaczęły pojawiać się coraz bardziej udane prototypy karabinów powtarzalnych.

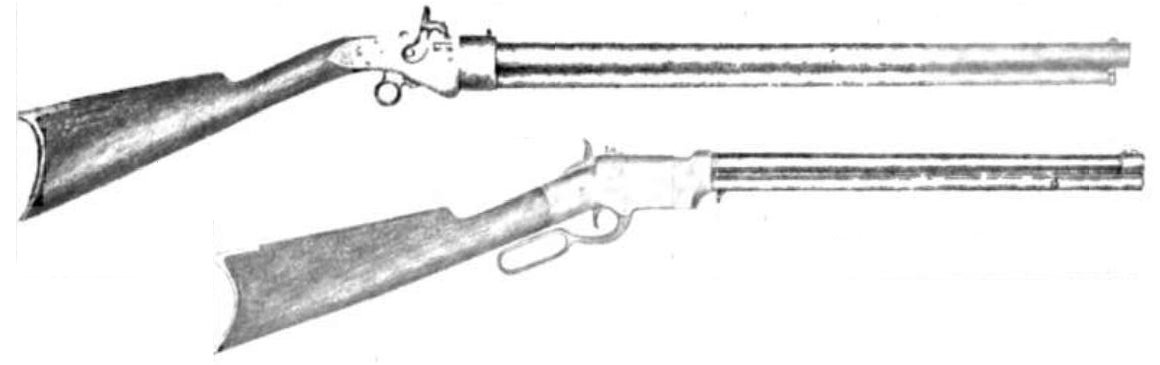
Karabiny firmy Volcanic, pierwsze seryjnie produkowane karabiny powtarzalne

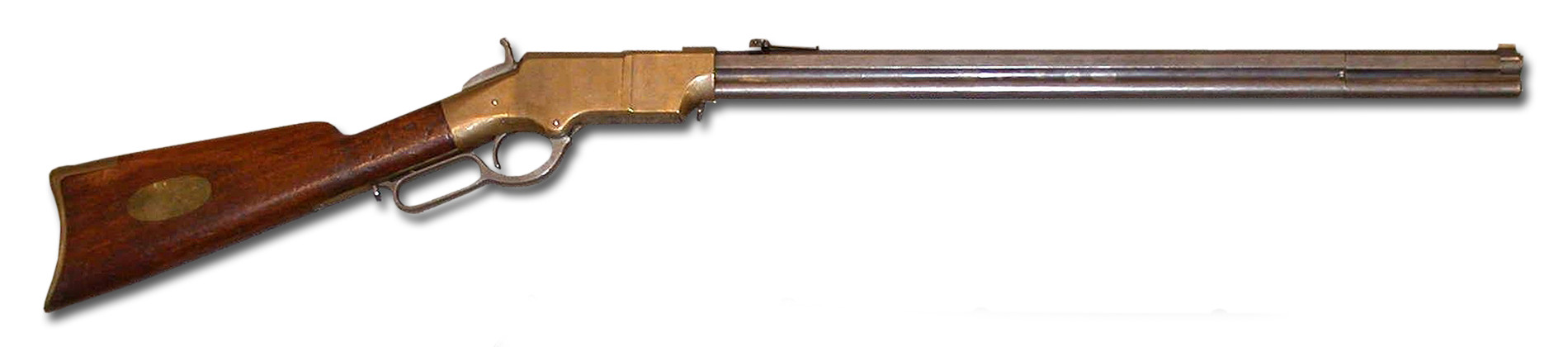
karabin Henry’ego

Pierwsze karabiny tego typu, które trafiły do produkcji seryjnej, opracowano w połowie XIX wieku w amerykańskim przedsiębiorstwie Volcanic Repeating Arms, jednak ich produkcja była mocno ograniczona a konstrukcja daleka od doskonałości, co ostatecznie doprowadziło do upadku firmy w 1856 r. Niebawem wszystkie akcje upadłej firmy wykupił jej udziałowiec Oliver Winchester, przeorganizowując ją w nowe przedsiębiorstwo New Haven Arms Company, w którym zatrudnił byłego pracownika firmy Volcanic Tylera Henry’ego. Henry w 1860 r. dopracował konstrukcję karabinu rozwijanego w poprzedniej firmie, która w 1862 r. trafiła do produkcji seryjnej jako karabin Henry’ego i odniosła komercyjny sukces. W 1866 r. Winchester kolejny raz przeorganizował firmę jako Winchester Repeating Arms Company, pod szyldem której zaczął produkować karabiny powtarzalne (począwszy od modelu Winchester M1866).
Równolegle z karabinem Henry’ego w 1860 r. konkurencyjny projektant Christopher Miner Spencer opracował własny karabin powtarzalny (karabin Spencera), który został przyjęty na wyposażenie Armii Unii w czasie wojny secesyjnej, gdzie używany był głównie przez oddziały kawalerii. Mimo to, karabiny spencera nie wyparły z uzbrojenia armii przestarzałych konstrukcyjnie karabinów jednostrzałowych, które aż do lat 90 XIX w. pozostały podstawową bronią armii amerykańskiej.

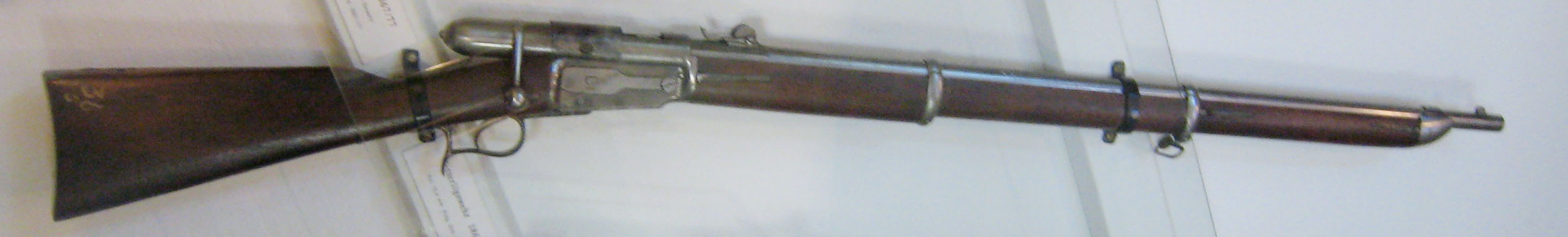
Vetterli, pierwszy europejski karabin powtarzalny

Niedługo po wprowadzeniu pierwszych udanych karabinów powtarzalnych w Stanach Zjednoczonych, analogiczne konstrukcje zaczęto opracowywać również w Europie, gdzie w 1867 r. w Szwajcarii opracowano karabin Vetterli M1867 (używany jako karabin podstawowy), a w 1872 r. w Austro-Węgrzech karabin Fruwirth M1872 (używany w ograniczonym zakresie).

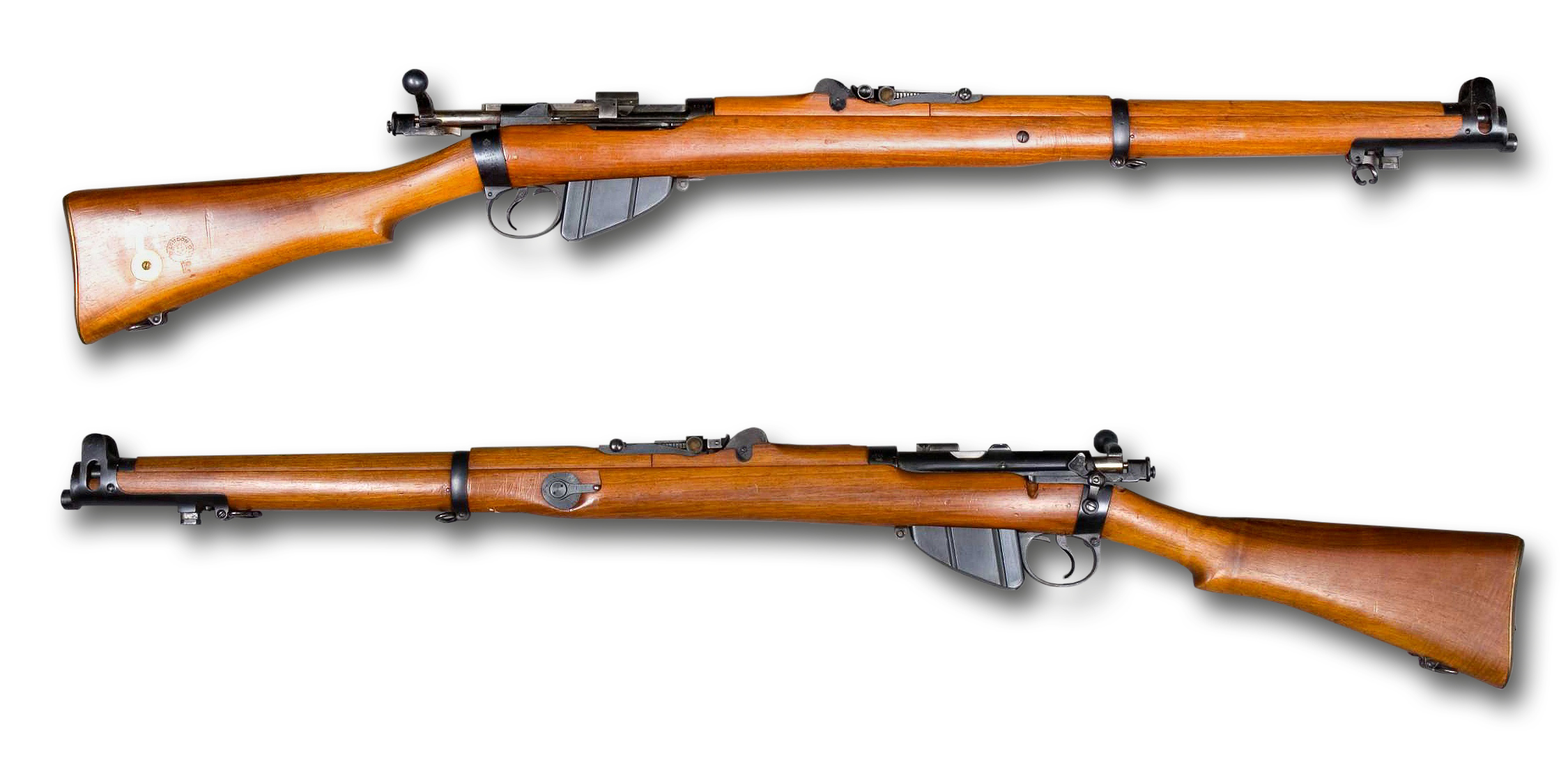
Lee-Enfield z okresu I i II wojny światowej

W II połowie XIX w. karabiny powtarzalne zaczęły gwałtownie wypierać przestarzałe karabiny jednostrzałowe w roli broni podstawowej, czego przykładem mogą być: Mauser Gew1871/84 i Gew88 w armii niemieckiej, Mannlichery M1886, M1888, M1890 w armii austro-węgierskiej, Gras-Kropatschek Mle 1871/84 i Lebel Mle 1886 w armii francuskiej, Lee-Metford i Lee-Enfield w armii brytyjskiej czy Mosin wz. 1891 w armii rosyjskiej. W tym okresie następował również gwałtowny rozwój konstrukcji karabinów powtarzalnych, a do najważniejszych innowacji należały: zastąpienie magazynków rurowych – pudełkowymi (ładowanymi za pomocą ładowników i łódek) oraz zastąpienie prochu czarnego – bezdymnym.
Karabiny powtarzalne stanowiły najpopularniejsze uzbrojenie żołnierzy w czasie I i II wojny światowej. Po II wojnie światowej zostały jednak szybko wyparte z uzbrojenia przez karabiny samopowtarzalne i automatyczne. Obecnie karabiny powtarzalne używane są w wojsku jedynie w roli karabinów wyborowych, natomiast na rynku cywilnym jako broń myśliwska (zob. sztucer) lub sportowa.

## Budowa

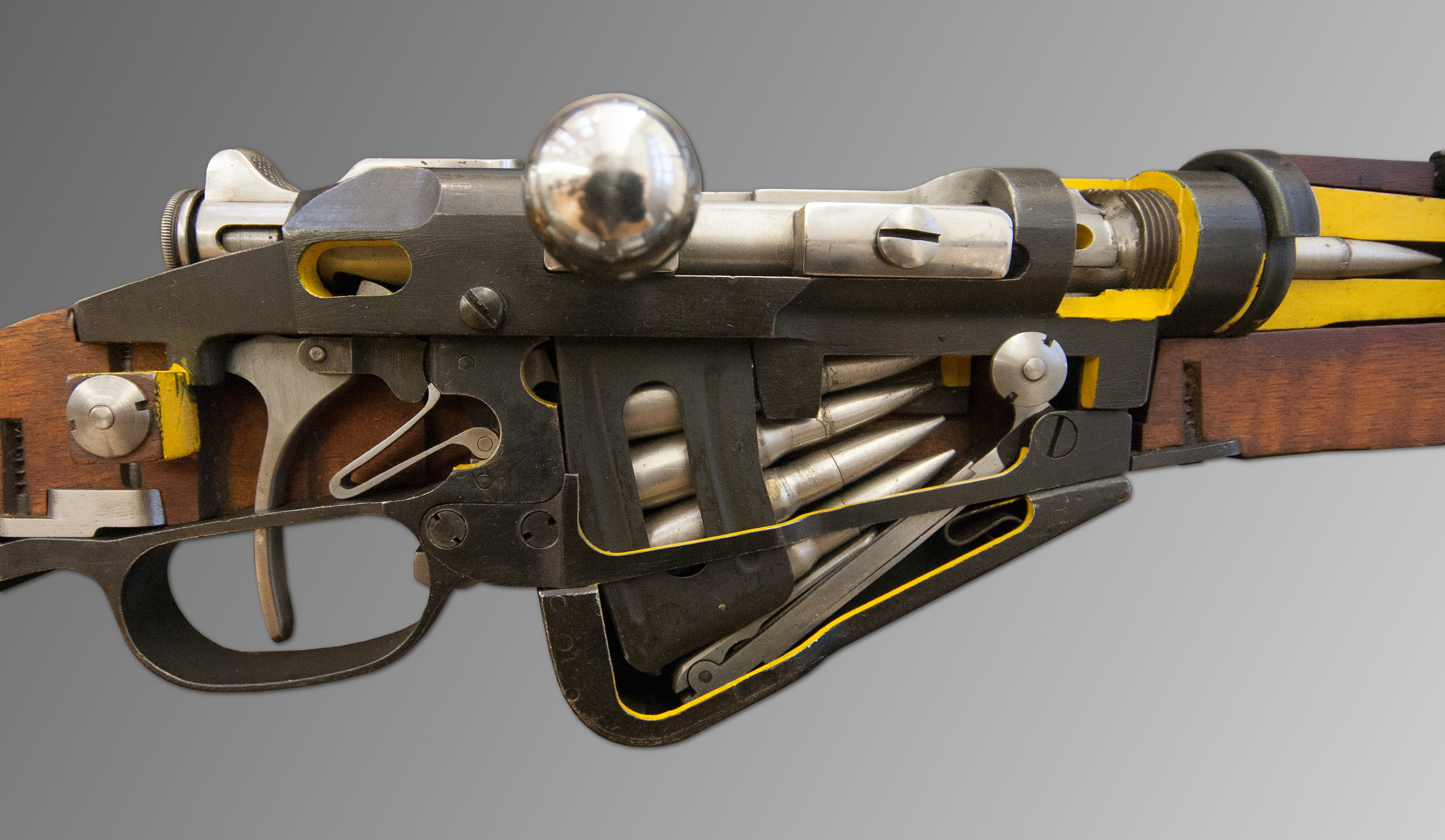
Przekrój karabinu powtarzalnego Berthier

Istotnym elementem wyróżniającym karabin powtarzalny jest posiadanie magazynka (najczęściej stałego, rzadziej wymiennego). To w nim przechowywany jest zapas naboi, które podczas przeładowywania przenoszone są do komory nabojowej. W odróżnieniu od karabinów samopowtarzalnych i automatycznych, gdzie za przeładowanie odpowiada automatyka broni, w karabinie powtarzalnym strzelec musi wykonać tę czynność ręcznie, poprzez wykonanie odpowiednich ruchów manipulatorem zamka. W czasie wykonywania tej czynności, strzelec najpierw odryglowuje broń (co równocześnie powoduje wyrzucenie z komory pustej łuski po wystrzelonym naboju), a następnie przystępuje do zaryglowania (co związane jest z pobraniem kolejnego naboju z magazynka). Po opróżnieniu magazynka zapas naboi musi zostać uzupełniony. W zależności od liczby koniecznych przy przeładowaniu ruchów można wyróżnić karabiny z zamkami dwutaktowymi lub czterotaktowymi.